# Julián Montoya
Julián Montoya (* 29. října 1993, Buenos Aires) je ragbista hrající na pozici mlynáře za anglický klub Leicester Tigers, s kterým v roce 2022 vyhrál anglickou ligu. Od sezony 2025/26 bude hrát za francouzský tým Pau.
Je kapitánem argentinské reprezentace. Zúčastnil se MS 2015, MS 2019 a MS 2023. Na MS 2019 se stal prvním hráčem Argentiny, co v zápase MS v ragby položil 3 pětky. Byl jako člen základní sestavy u historicky prvního vítězství nad Novým Zélandem. V září 2024 si za Argentinu připsal 100. zápas.